# Ayman Khattab
Ayman Mohamed Khattab (en arabe : أيمن محمد خطاب), né le 17 juillet 1982, est un nageur égyptien.

## Carrière
Aux Jeux africains de 1999 à Johannesbourg, Ayman Khattab est médaillé de bronze du 200 mètres brasse.
Aux Jeux africains de 2003 à Abuja, Ayman Khattab est médaillé d'argent du 200 mètres brasse et médaillé de bronze du 100 mètres brasse ainsi que du 4 x 100 mètres nage libre et médaillé d'or du 4 x 100 mètres quatre nages.
Il est médaillé d'or du 200 mètres brasse aux Championnats d'Afrique de natation 2004 à Casablanca.
Il est sacré champion d'Égypte du 100 mètres brasse et du 200 mètres brasse en 2004,.
Aux Jeux de la solidarité islamique de 2005 à La Mecque, il remporte quatre médailles d'argent (200 mètres brasse, relais 4 x 100 mètres nage libre, relais 4 x 200 mètres nage libre et relais 4 x 100 mètres quatre nages) et deux médailles de bronze (50 et 100 mètres brasse).
Il est ensuite médaillé de bronze du 4 x 100 mètres quatre nages aux Championnats d'Afrique de natation 2006 à Dakar.
Aux Jeux panarabes de 2007 au Caire, il remporte la médaille d'argent du relais 4 x 100 mètres quatre nages et une médaille de bronze du 50 mètres brasse.